# Guglielmo Imperiali di Francavilla
Il marchese Guglielmo Imperiali di Francavilla (Salerno, 19 agosto 1858 – Roma, 20 gennaio 1944) è stato un diplomatico, politico e ambasciatore italiano.

## Biografia
Il marchese Guglielmo Imperiali di Francavilla è stato uno dei più importanti diplomatici italiani, nonché uno dei fautori dell'ingresso italiano nella Triplice Intesa; la sua carriera in diplomazia durò fino all'avvento di Mussolini, quando, subodorato che il Duce non lo aveva affatto in simpatia, Guglielmo preferì dimettersi e dedicarsi più assiduamente al suo ruolo di senatore del regno. 

### Nascita e primi anni
Guglielmo Imperiali nacque il 19 agosto 1858, a Salerno, figlio di Francesco (nato il 15 maggio 1826), appartenente al ramo di Luigi (1799-1857) del fu principe Vincenzo (1738-1816). Esponente di una delle famiglie nobili più antiche d'Italia (la famiglia Imperiale – o come talvolta verrà chiamata nel corso della storia Imperiali - è una nobile famiglia della Repubblica di Genova, una delle famiglie dominanti più potenti nel corso del XVIII secolo e proprietaria di un vastissimo feudo), Guglielmo Imperiali di Francavilla ebbe l'opportunità di vivere a cavallo tra la nascita e la fine di due regni: nacque infatti il giorno della vigilia della caduta della monarchia borbonica, e morì poco dopo la fine del regime fascista. 
La prima educazione di Guglielmo vede come protagonista la madre, Clementina Volpicelli, da cui ereditò la notevole devozione religiosa. 
Il giovane Guglielmo Imperiali completò gli studi a Napoli, per poi frequentare la facoltà di giurisprudenza della Università Federico II, dove assorbì i dettami della nuova cultura giuridica e amministrativa conseguenti al crollo del Regno borbonico. Vi si laureò nel 1880. Al contrario della maggior parte della nobiltà napoletana, e andando anche contro il volere e le idee paterne, Guglielmo aderì al nuovo regime liberale, mostrando una fedeltà incrollabile, che resterà tale anche negli anni più duri, per la causa unitaria e un grande attaccamento alla nuova dinastia sabauda.

### L'inizio della carriera diplomatica
Nel febbraio del 1882, Imperiali risultò primo nella graduatoria del concorso per la carriera diplomatica, iniziando così la sua lunga strada nella diplomazia all'età di soli 24 anni.
Visto l'eccezionale risultato del concorso (Guglielmo era risultato primo in graduatoria), il marchese Imperiali fu chiamato a prestare servizio presso il Ministero degli affari esteri, nella prestigiosa divisione politica: questa era il cuore del Ministero, e permise ad Imperiali di lavorare con un funzionario influente quale Malvano (che di lì a poco fu incaricato anche della reggenza della segreteria generale) e di essere notato dal ministro Pasquale Stanislao Mancini, con il quale collaborò. 
Nel 1884, Imperiali fu trasferito nella prestigiosa legazione di Berlino, dove il 26 maggio 1884 iniziava il suo servizio all'estero, come addetto di legazione: Berlino, la più importante rappresentanza diplomatica dell'epoca, soprattutto dopo l'adesione dell'Italia alla Triplice Alleanza.

### Gli anni a Berlino e a Washington
A capo della missione italiana a Berlino c'era allora il ministro de Launay, storico diplomatico italiano ed esponente della “vecchia guardia”, che tanto insegnò dal punto di vista professionale al giovane Guglielmo, e di cui seppe apprezzare, ancora una volta, l'abilità e lo zelo con cui si dedicava al suo lavoro. Alla fine del gennaio 1885, Guglielmo fu trasferito a Parigi, altra destinazione di prestigio, alle dipendenze di Costantino Ressman; questi pure compilò delle eccellenti “note di qualifica” riguardo al giovane diplomatico, confermando giudizi espressi anche da Menabrea. 
Segnalato così all'attenzione di Francesco Crispi, che in polemica con il vecchio estabilishment era alla ricerca di giovani talenti per rinnovare i componenti dello staff diplomatico, Imperiali nel 1889 fu trasferito a Washington. Qui Imperiali giunse, affiancando il barone Fava: rimase nella capitale statunitense, divenuta dopo la caduta di Crispi nuovamente una legazione diplomatica di secondo rango, fino al 1895.

### In missione a Bruxelles, a Berlino e a Sofia
Ritenuto a torto un “crispino di complemento”, Imperiali non fu premiato, ma anzi destinato da Blanc, nuovo ministro degli esteri, a Bruxelles, una sede di rappresentanza diplomatica secondaria. Guglielmo approdò lì nel 1895, alle dipendenze del ministro Romeo Cantagalli, un anziano diplomatico toscano al termine della carriera. Ottenne l'inclusione di un rappresentante italiano nella “Compagnie d'Orient”, e poi sposò, nell'aprile del 1896, Maria Giovanna Colonna, figlia di Edoardo, principe di Summonte e di Paliano, e di Maria Serra di Cassano, dei duchi di Cardinale: sarà una figura importante al fianco di Guglielmo, in un rapporto che durò tutta la vita. 
Desideroso di una sede più consona al suo grado d'anzianità, Imperiali chiese a Malvano, suo capo ufficio ai tempi della divisione politica del Ministero degli esteri, e a quei tempi segretario generale, di voler essere trasferito, indicando, come preferenza, Londra. 
Ma ciò che ottenne fu, grazie all'intercessione di Malvano e di Prinetti, ministro degli affari esteri, il ritorno a Berlino nel 1901, dove era iniziata la sua avventura estera. Qui Guglielmo affinò il rapporto con il ministro Prinetti che, a differenza di Lanza il quale si schierava incondizionatamente tra i filo-triplicisti, era incline a migliorare i rapporti con Inghilterra e Francia, pur senza rompere con gli alleati della Triplice. In realtà Imperiali si preoccupava che l'avvicinamento dell'Italia a Francia ed Inghilterra potesse far nascere sospetti sulla reale fedeltà italiana nei confronti degli Imperi centrali. Così Guglielmo operava a Berlino su due fronti: smussando da una parte il carattere spigoloso dell'ambasciatore Lanza, e dall'altra parte frenando l'esuberante ministro Prinetti. Nel 1903 fu ricevuto a corte dal Re e da Prinetti, dove gli promisero un trasferimento: ma la malattia di quest'ultimo, suo protettore, ritardò i progetti di trasferimento, e gli impedì infine d'avere una direzione di rappresentanza. 
Fu infatti inviato a Sofia, dove arrivò alla fine del maggio del 1903, ricevendo subito una pessima impressione della città e della nuova sede. Ciò nonostante, all'epoca Sofia era un osservatorio molto importante sui Balcani: infatti dopo l'accordo di Mursteg, la presenza italiana in Bulgaria diventava importante per recuperare l'influenza perduta. Guglielmo esercitò un'ottima politica moderatrice, allentando le tensioni tra la Bulgaria e la Sublime Porta, e sostenendo lo sforzo bulgaro per sottrarsi all'influenza russa e austro-ungarica, promettendo contestualmente una mediazione italiana qualora la politica turca si fosse fatta più aggressiva. Così Guglielmo riuscì a farsi benvolere dal principe Ferdinando e dalle autorità bulgare, fino a quando, nel 1904, fu destinato da Tittoni a Belgrado. Tuttavia Guglielmo rimase solo pochi giorni nella città, non presentando neppure le credenziali: infatti negli intenti di Tittoni c'era l'intenzione di affidare a Guiccioni (che all'epoca era malato) Belgrado e invece di destinare il marchese Imperiali, oramai maturo diplomatico, la ben più prestigiosa città di Costantinopoli.

### L'arrivo a Costantinopoli
Nel giugno del 1904 Imperiali fu inviato a Costantinopoli con credenziali di ambasciatore: appena arrivato, ancora prima d'essere accreditato, dovette fronteggiare un incidente avvenuto in Tripolitania, dove un gruppo di scalmanati aggredì l'agente consolare italiano, sfruttando il malcontento popolare contro la penetrazione italiana. Chiuso l'incidente, Imperiali ne dovette fronteggiare immediatamente un altro, visto che il caimacan di Valona si rifiutò di rendere omaggio alla nave italiana al comando dell'ammiraglio Bettolo. Risolto anche questo inconveniente Imperiali, nonostante l'esordio burrascoso, fu accolto con eccezionale riguardo dal sultano.
Ben presto Imperiali affrontò il dossier sulle riforme della Macedonia, in cui la gendarmeria era diretta da un ufficiale italiano, la questione del controllo in materia finanziaria relativo ai tre vilayet e - soprattutto - il problema del debito ottomano: si trattava della questione principale che aleggiava sul “grande malato d'Europa”, e che era al centro degli interessi di tutte le grandi potenze. Imperiali difese gli interessi economici italiani in Levante, spalleggiando la Società Commerciale d'Oriente di Giuseppe Volpi e favorendo l'azione in Libia e in Levante del Banco di Roma, che rilevò diverse agenzie e si impiantò radicalmente sul territorio.
Nel dicembre del 1906, Guglielmo si trovò per le mani l'ennesima patata bollente diplomatica: infatti il ministro Tittoni tenne in patria un discorso sull'Albania e sulla Macedonia, in cui invitava l'Impero ottomano a rispettare il principio di nazionalità e di autonomia. A Costantinopoli il sultano emise una richiesta di spiegazioni ufficiale: tuttavia grazie al prestigio di cui l'ambasciatore godeva a corte, e ad un'accorta politica del marchese improntata all'amicizia e alla cordialità, si riuscirono a salvare i rapporti tra i due paesi.
Questo attivismo italiano suscitò l'attenzione delle altre potenze europee, che iniziarono a fare pressione sulla legazione italiana, che però non poteva competere per mezzi con le ambasciate rivali. In diversi colloqui a corte e con il Presidente del Consiglio Fortis, Imperiali sollevò il problema, che tuttavia non si risolse. In particolare la Francia godeva di un notevole vantaggio politico, essendo la principale creditrice dell'Impero Ottomano. Comunque, anche se assorbito da compiti politici e protocollari, Imperiali non mancò di impegnarsi nella protezione delle collettività italiane sparse nell'Impero: si recò a Salonicco e a Smirne, sostenne le istituzioni della comunità italiana a Costantinopoli. Fu anche molto attivo nel prestare assistenza alle comunità religiose italiane, sostenendo in particolare la costruzione della chiesa di “Sant'Antonio a Pera” in Costantinopoli. Fu un sostenitore del ministro Tittoni, ma tuttavia si rallegrò dell'arrivo del suo sostituto, il marchese Di San Giuliano, di cui Imperiali poi disse “è il solo uomo politico che si sia preparato”.
Tirando le somme del lavoro di Imperiali a Sofia, si può certamente dire che favorì la presenza economica italiana nei Balcani, nel Levante e in Libia, tenendo una politica improntata alla difesa dell'equilibrio europeo nei Balcani e nel Mediterraneo. D'altra parte, quello fu un periodo particolarmente difficile, in cui gli equilibri e i tempi cambiarono rapidamente, con l'avvento dei “Giovani Turchi”, nel 1908, e più in generale la rottura degli equilibri internazionali, sotto la spinta delle potenze europee da un lato e dei micro-nazionalismi locali dall'altro. Agli inizi del 1910, Guglielmo lasciò la Sublime Porta per Londra.

### Seguito londinese e parigino
Promosso alla prestigiosa assegnazione della sede di Londra, su proposta di Giovanni Giolitti è nominato Senatore del Regno il 16 ottobre 1913 per la 6ª categoria, ovvero quella riservata agli ambasciatori. Apice della sua carriera è la partecipazione alle trattative che portano alla firma del Patto di Londra.
Alla fine della prima guerra mondiale Imperiali diviene membro della delegazione italiana a Parigi per la firma del Trattato di pace con la Germania siglato a Versailles il 28 giugno 1919, e di cui, assieme a Crespi, è cofirmatario per l'Italia.

### Ventennio e decesso
Chiamato a rappresentare l'Italia nel 1921 alla Società delle Nazioni, Imperiali si occupò anche di problemi umanitari come la tragedia della deportazione delle donne e dei bambini durante la guerra greco-turca. Si dimise dal mandato subito dopo la marcia su Roma, a causa delle sue divergenze con Benito Mussolini.
Imperiali muore a Roma il 20 gennaio 1944. Ancora nell'agosto del 1943, benché degente in una clinica di Roma per una seria operazione, si preoccupava delle sorti dell'Italia dicendo "Povera Italia, non può fare la guerra e non può fare la pace".

## Ascendenza
|                                    |                    |                                                                    | Genitori                                                            |  |  | Nonni |  |  | Bisnonni                                            |  |  | Trisnonni                                       |  |
|                                    |                    |                                                                    |                                                                     |  |  |       |  |  | Vincenzo Maria Imperiali, V principe di Francavilla |  |  | Giovanni Luca Imperiali, II marchese di Latiano |  |
|                                    |                    |                                                                    |                                                                     |  |  |       |  |  | Vincenzo Maria Imperiali, V principe di Francavilla |  |  | Giovanni Luca Imperiali, II marchese di Latiano |  |
|                                    |                    | Maria Geronima Centurione Oltremarino                              |                                                                     |  |  |       |  |  | Vincenzo Maria Imperiali, V principe di Francavilla |  |  |                                                 |  |
| Luigi Imperiali di Francavilla     |                    |                                                                    |                                                                     |  |  |       |  |  | Vincenzo Maria Imperiali, V principe di Francavilla |  |  |                                                 |  |
|                                    |                    | Maria Antonia Cattaneo della Volta                                 | Francesco Augusto Cattaneo della Volte, IV principe di San Nicandro |  |  |       |  |  |                                                     |  |  |                                                 |  |
|                                    |                    | Maria Antonia Cattaneo della Volta                                 | Francesco Augusto Cattaneo della Volte, IV principe di San Nicandro |  |  |       |  |  |                                                     |  |  |                                                 |  |
|                                    |                    | Maria Antonia Cattaneo della Volta                                 | Marianna Boncompagni Ludovisi                                       |  |  |       |  |  |                                                     |  |  |                                                 |  |
| Francesco Imperiali di Francavilla |                    | Maria Antonia Cattaneo della Volta                                 |                                                                     |  |  |       |  |  |                                                     |  |  |                                                 |  |
|                                    |                    | Francesco Berio, marchese di Berio e Salza                         | …                                                                   |  |  |       |  |  |                                                     |  |  |                                                 |  |
|                                    |                    | Francesco Berio, marchese di Berio e Salza                         | …                                                                   |  |  |       |  |  |                                                     |  |  |                                                 |  |
|                                    |                    | Francesco Berio, marchese di Berio e Salza                         | …                                                                   |  |  |       |  |  |                                                     |  |  |                                                 |  |
| Maria Giuseppa Berio               |                    | Francesco Berio, marchese di Berio e Salza                         |                                                                     |  |  |       |  |  |                                                     |  |  |                                                 |  |
|                                    |                    | Maria Giulia Imperiali, VI principessa di Sant'Angelo dei Lombardi | Giulio Imperiali, V principe di Sant'Angelo dei Lombardi            |  |  |       |  |  |                                                     |  |  |                                                 |  |
|                                    |                    | Maria Giulia Imperiali, VI principessa di Sant'Angelo dei Lombardi | Giulio Imperiali, V principe di Sant'Angelo dei Lombardi            |  |  |       |  |  |                                                     |  |  |                                                 |  |
|                                    |                    | Maria Giulia Imperiali, VI principessa di Sant'Angelo dei Lombardi | Maria Francesca Albertini, VII principessa di Faggiano              |  |  |       |  |  |                                                     |  |  |                                                 |  |
| Guglielmo Imperiali di Francavilla |                    | Maria Giulia Imperiali, VI principessa di Sant'Angelo dei Lombardi |                                                                     |  |  |       |  |  |                                                     |  |  |                                                 |  |
|                                    | Gennaro Volpicelli | …                                                                  |                                                                     |  |  |       |  |  |                                                     |  |  |                                                 |  |
|                                    | Gennaro Volpicelli | …                                                                  |                                                                     |  |  |       |  |  |                                                     |  |  |                                                 |  |
|                                    | Gennaro Volpicelli | …                                                                  |                                                                     |  |  |       |  |  |                                                     |  |  |                                                 |  |
| Pietro Volpicelli                  | Gennaro Volpicelli |                                                                    |                                                                     |  |  |       |  |  |                                                     |  |  |                                                 |  |
|                                    |                    | Maria Giuseppa Ancora                                              | …                                                                   |  |  |       |  |  |                                                     |  |  |                                                 |  |
|                                    |                    | Maria Giuseppa Ancora                                              | …                                                                   |  |  |       |  |  |                                                     |  |  |                                                 |  |
|                                    |                    | Maria Giuseppa Ancora                                              | …                                                                   |  |  |       |  |  |                                                     |  |  |                                                 |  |
| Giovanna Clementina Volpicelli     |                    | Maria Giuseppa Ancora                                              |                                                                     |  |  |       |  |  |                                                     |  |  |                                                 |  |
|                                    |                    | …                                                                  | …                                                                   |  |  |       |  |  |                                                     |  |  |                                                 |  |
|                                    |                    | …                                                                  | …                                                                   |  |  |       |  |  |                                                     |  |  |                                                 |  |
|                                    |                    | …                                                                  | …                                                                   |  |  |       |  |  |                                                     |  |  |                                                 |  |
| Maria Teresa Micheroux             |                    | …                                                                  |                                                                     |  |  |       |  |  |                                                     |  |  |                                                 |  |
|                                    |                    | …                                                                  | …                                                                   |  |  |       |  |  |                                                     |  |  |                                                 |  |
|                                    |                    | …                                                                  | …                                                                   |  |  |       |  |  |                                                     |  |  |                                                 |  |
|                                    |                    | …                                                                  | …                                                                   |  |  |       |  |  |                                                     |  |  |                                                 |  |
|                                    |                    | …                                                                  |                                                                     |  |  |       |  |  |                                                     |  |  |                                                 |  |

### Opere proprie
- Guglielmo Imperiali, Diario 1915-1919. Rubbettino, Soveria Mannelli, 2006. ISBN 88-498-1470-4
- Guglielmo Imperiali, Fondo Guglielmo Imperiali, 33 volumi di memorie (1871 gen. 1 - 1942 feb. 28). Conservato presso l'archivio storico del Senato della Repubblica.

### Su Guglielmo Imperiali
- Giuseppe Bruccoleri (a cura di); L' opera dei delegati italiani nella societa delle nazioni : Volume I. Tommaso Tittoni, Maggiorino Ferraris, Guglielmo Imperiali, Vittorio Scialoja, Antonio Salandra. 1920 1924. Are, An. Romana Editoriale, Roma, 1935.
- Giorgio Martucci; L'Ambasciatore Guglielmo Imperiali e l'Albania. Accademia Imperiali, Francavilla Fontana, 2007.
- Vincenzo Alfano; Guglielmo Imperiali, il protagonista italiano del patto di Londra. Lulu, Napoli, 2009.